# Lijst van administratieve eenheden in Lào Cai
Deze lijst bevat een overzicht van administratieve eenheden in Lào Cai (Vietnam).
De provincie Lào Cai ligt in het noorden van Vietnam, tegen de grens met de Volksrepubliek China. De oppervlakte van de provincie bedraagt 6383,9 km² en Lào Cai telt ruim 589.000 inwoners. Lào Cai is onderverdeeld in een stad en acht huyện.

## Stad

### Thành phốLào Cai
- Phường Bắc Cường
- Phường Bắc Lệnh
- Phường Bình Minh
- Phường Cốc Lếu
- Phường Duyên Hải
- Phường Kim Tân
- Phường Lào Cai
- Phường Nam Cường
- Phường Phố Mới
- Phường Pom Hán
- Phường Thống Nhất
- Phường Xuân Tăng
- Xã Cam Đường
- Xã Đồng Tuyển
- Xã Hợp Thành
- Xã Tả Phời
- Xã Vạn Hòa

## Huyện

### Huyện Bắc Hà
- Thị trấn Bắc Hà
- Xã Bản Cái
- Xã Bản Già
- Xã Bản Liền
- Xã Bản Phố
- Xã Bảo Nhai
- Xã Cốc Lầu
- Xã Cốc Ly
- Xã Hoàng Thu Phố
- Xã Lầu Thí Ngài
- Xã Lùng Cải
- Xã Lùng Phình
- Xã Na Hối
- Xã Nậm Đét
- Xã Nậm Khánh
- Xã Nậm Lúc
- Xã Nậm Mòn
- Xã Tà Chải
- Xã Tả Củ Tỷ
- Xã Tả Van Chư
- Xã Thải Giàng Phố

### HuyệnBảo Thắng
- Thị trấn Phố Lu
- Thị trấn Tằng Loỏng
- Thị trấn nông trường Phong Hải
- Xã Bản Cầm
- Xã Bản Phiệt
- Xã Gia Phú
- Xã Phố Lu
- Xã Phong Niên
- Xã Phú Nhuận
- Xã Sơn Hà
- Xã Sơn Hải
- Xã Thái Niên
- Xã Trì Quang
- Xã Xuân Giao
- Xã Xuân Quang

### Huyện Bảo Yên
- Thị trấn Phố Ràng
- Xã Bảo Hà
- Xã Cam Cọn
- Xã Điện Quan
- Xã Kim Sơn
- Xã Long Khánh
- Xã Long Phúc
- Xã Lương Sơn
- Xã Minh Tân
- Xã Nghĩa Đô
- Xã Tân Dương
- Xã Tân Tiến
- Xã Thượng Hà
- Xã Việt Tiến
- Xã Vĩnh Yên
- Xã Xuân Hòa
- Xã Xuân Thượng
- Xã Yên Sơn

### Huyện Bát Xát
- Thị trấn Bát Xát
- Xã A Lù
- Xã A Mú Sung
- Xã Bản Qua
- Xã Bản Vược
- Xã Bản Xèo
- Xã Cốc Mỳ
- Xã Cốc San
- Xã Dền Sáng
- Xã Dền Thàng
- Xã Mường Hum
- Xã Mường Vi
- Xã Nậm Chạc
- Xã Nậm Pung
- Xã Ngải Thầu
- Xã Pa Cheo
- Xã Phìn Ngan
- Xã Quang Kim
- Xã Sàng Ma Sáo
- Xã Tòng Sành
- Xã Trịnh Tường
- Xã Trung Lèng Hồ
- Xã Y Tý

### Huyện Mường Khương
- Xã Bản Lầu
- Xã Bản Sen
- Xã Cao Sơn
- Xã Dìn Chin
- Xã La Pan Tẩn
- Xã Lùng Khấu Nhin
- Xã Lùng Vai
- Xã Mường Khương
- Xã Nậm Chảy
- Xã Nấm Lư
- Xã Pha Long
- Xã Tả Gia Khâu
- Xã Tả Ngải Chồ
- Xã Tả Thàng
- Xã Thanh Bình
- Xã Tung Chung Phố

### Huyện Sa Pa
- Thị trấn Sa Pa
- Xã Bản Hồ
- Xã Bản Khoang
- Xã Bản Phùng
- Xã Hầu Thào
- Xã Lao Chải
- Xã Nậm Cang
- Xã Nậm Sài
- Xã Sa Pả
- Xã San Sả Hồ
- Xã Sử Pán
- Xã Suối Thầu
- Xã Tả Giàng Phình
- Xã Tả Phìn
- Xã Tả Van
- Xã Thanh Kim
- Xã Thanh Phú
- Xã Trung Chải

### Huyện Si Ma Cai
- Xã Bản Mế
- Xã Cán Cấu
- Xã Cán Hồ
- Xã Lử Thẩn
- Xã Lùng Sui
- Xã Mản Thẩn
- Xã Nàn Sán
- Xã Nàn Xín
- Xã Quan Thần Sán
- Xã Sán Chải
- Xã Si Ma Cai
- Xã Sín Chéng
- Xã Thào Chư Phìn

### Huyện Văn Bàn
- Thị trấn Khánh Yên
- Xã Chiềng Ken
- Xã Dần Thàng
- Xã Dương Quỳ
- Xã Hoà Mạc
- Xã Khánh Yên Hạ
- Xã Khánh Yên Thượng
- Xã Khánh Yên Trung
- Xã Làng Giàng
- Xã Liêm Phú
- Xã Minh Lương
- Xã Nậm Chầy
- Xã Nậm Dạng
- Xã Nậm Mả
- Xã Nậm Tha
- Xã Nậm Xây
- Xã Nậm Xé
- Xã Sơn Thuỷ
- Xã Tân An
- Xã Tân Thượng
- Xã Thẩm Dương
- Xã Văn Sơn
- Xã Võ Lao